# Uniramia
Uniramia er en større gruppe i leddyr.
Der er 2 underrækker:
- Hexapoda (Seksbenede leddyr)
- Myriapoda (Skolopendre og tusindben)

For rækken gælder, at dyrene har ét par vedhæng foran munden, vedhænget er antenneformet. Dyrene afbider føden med spidsen af mandiblen. Kroppen er delt i to eller tre afdelinger. Alle hovedvedhæng placeret bagved munden er munddele; typisk er der tre par vedhæng. 2. kropsafsnit bærer benene. Lemmerne er ikke afgrenede (uniramia - én-gren)